# Áno Thorikó (Attique)
Áno Thorikó (grec moderne : Άνω Θορικό) est une localité située dans le dème de Lavreotikí, dans le district régional d'Attique de l'Est, dans la périphérie d'Attique, en Grèce.
Selon le recensement de 2021, elle compte 239 habitants.